# Saint-Lager
Saint-Lager est une commune française, située dans le département du Rhône en région Auvergne-Rhône-Alpes.

## Géographie

### Climat
Pour des articles plus généraux, voir Climat d'Auvergne-Rhône-Alpes et Climat du Rhône.
En 2010, le climat de la commune est de type climat océanique altéré, selon une étude du Centre national de la recherche scientifique s'appuyant sur une série de données couvrant la période 1971-2000. En 2020, Météo-France publie une typologie des climats de la France métropolitaine dans laquelle la commune est exposée à un climat de montagne ou de marges de montagne et est dans une zone de transition entre les régions climatiques « Bourgogne, vallée de la Saône » et « Nord-est du Massif Central ». 
Pour la période 1971-2000, la température annuelle moyenne est de 11,3 °C, avec une amplitude thermique annuelle de 17,7 °C. Le cumul annuel moyen de précipitations est de 797 mm, avec 9,7 jours de précipitations en janvier et 6,9 jours en juillet. Pour la période 1991-2020, la température moyenne annuelle observée sur la station météorologique de Météo-France la plus proche, « St-Georges-Reneins », sur la commune de Saint-Georges-de-Reneins à 7 km à vol d'oiseau, est de 12,2 °C et le cumul annuel moyen de précipitations est de 723,2 mm,. Pour l'avenir, les paramètres climatiques de la commune estimés pour 2050 selon différents scénarios d'émission de gaz à effet de serre sont consultables sur un site dédié publié par Météo-France en novembre 2022.

## Urbanisme

### Typologie
Au 1er janvier 2024, Saint-Lager est catégorisée commune rurale à habitat dispersé, selon la nouvelle grille communale de densité à sept niveaux définie par l'Insee en 2022.
Elle appartient à l'unité urbaine de Belleville-en-Beaujolais, une agglomération inter-départementale regroupant cinq  communes, dont elle est une commune de la banlieue,,. La commune est en outre hors attraction des villes,.

### Occupation des sols
L'occupation des sols de la commune, telle qu'elle ressort de la base de données européenne d’occupation biophysique des sols Corine Land Cover (CLC), est marquée par l'importance des territoires agricoles (84,9 % en 2018), en augmentation par rapport à 1990 (83,9 %). La répartition détaillée en 2018 est la suivante : 
cultures permanentes (74,2 %), zones urbanisées (8,3 %), forêts (6,7 %), prairies (5,7 %), terres arables (5 %). L'évolution de l’occupation des sols de la commune et de ses infrastructures peut être observée sur les différentes représentations cartographiques du territoire : la carte de Cassini (XVIIIe siècle), la carte d'état-major (1820-1866) et les cartes ou photos aériennes de l'IGN pour la période actuelle (1950 à aujourd'hui).

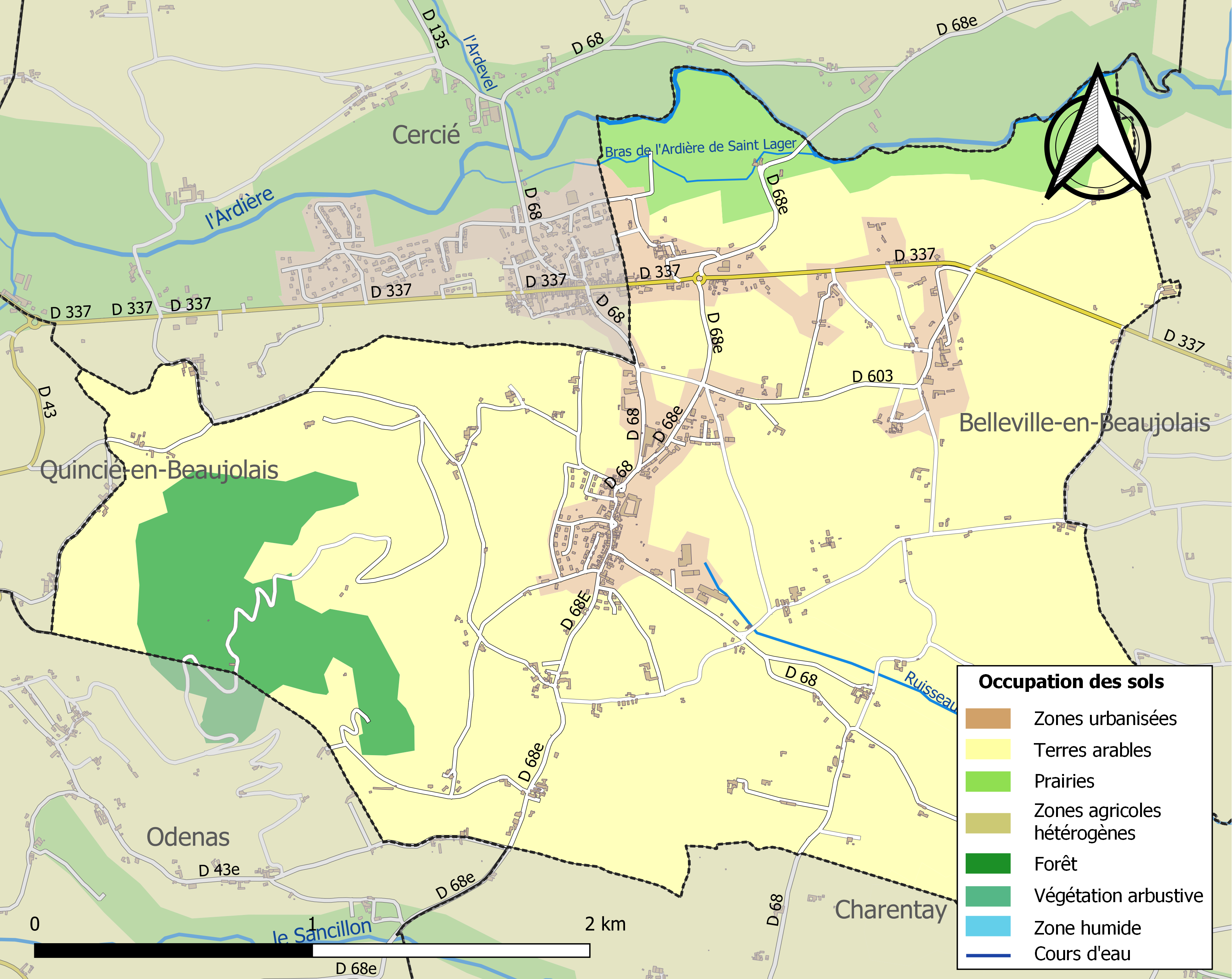
Carte des infrastructures et de l'occupation des sols de la commune en 2018 (CLC).

## Histoire

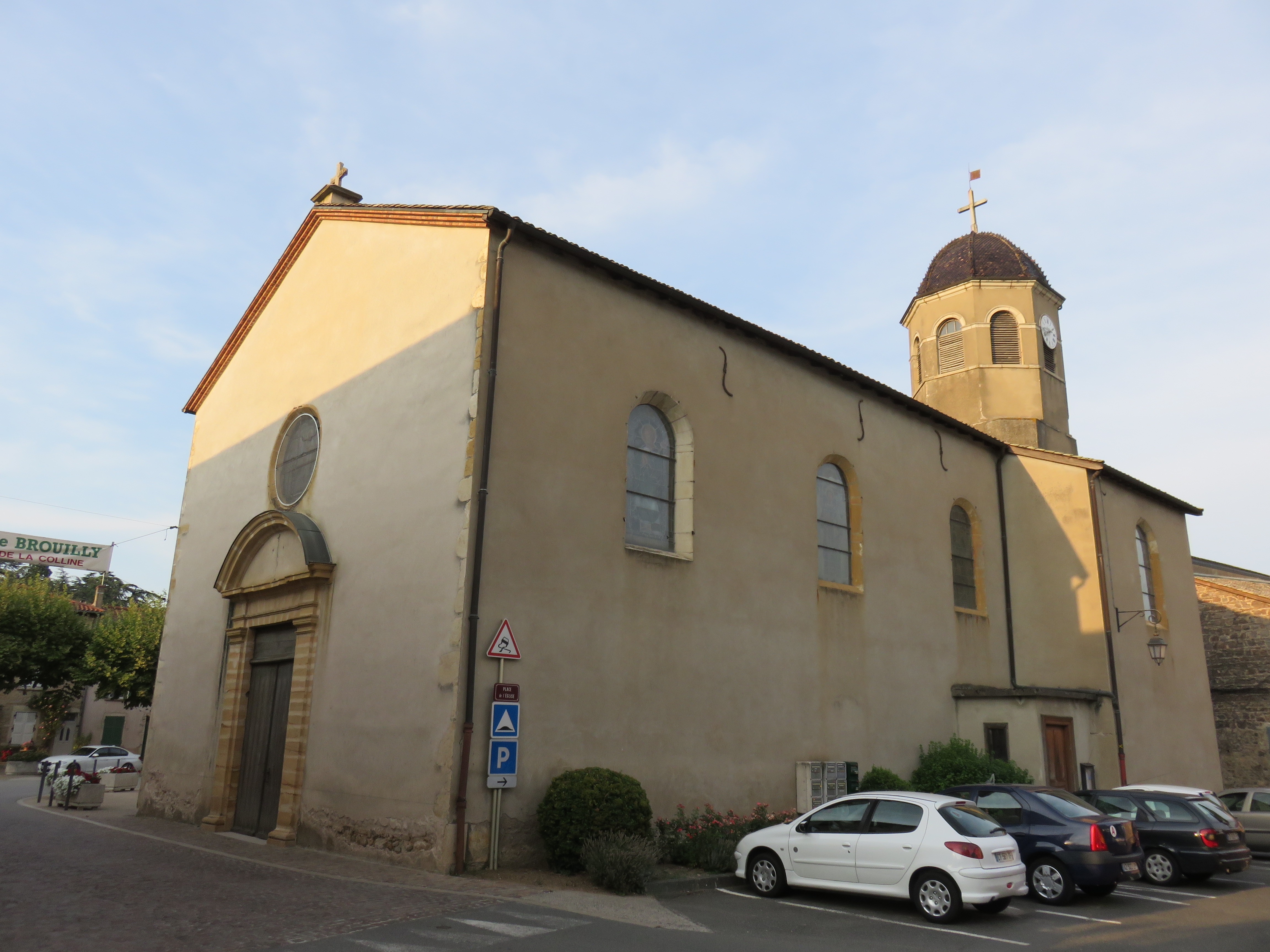
Église Saint-Léger.

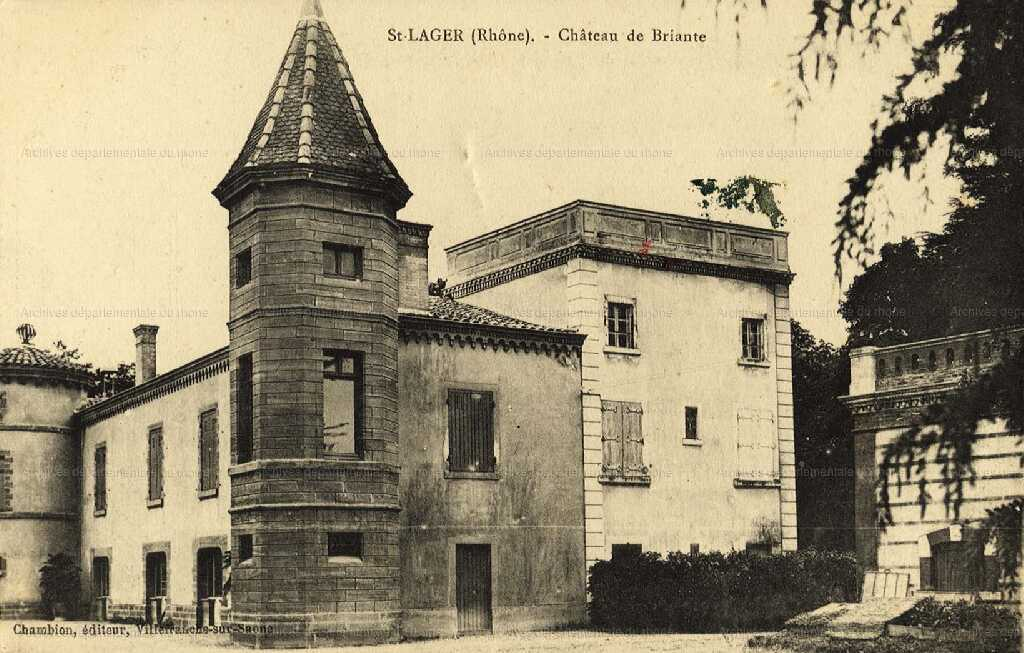
Château de Briante

La seigneurie de Saint-Lager appartenait à l’origine aux seigneurs de Beaujeu, mais Guillaume de Laye en est le châtelain dès 1285. Étienne de Laye acquit la seigneurie de Saint-Lager par échange avec Édouard de Beaujeu, auquel il donna la terre d’Ouroux. Son fils Jean de Laye est attesté en 1370. Son fils, Jacques de Laye, épousa en secondes noces Marguerite d’Oingt († 1383), qui institue comme héritiers les enfants d’Alix, sa sœur, et d’Étienne de Fougères, mais leur substitue Jean de Laye. 
En 1540, Louis de Laye institue par testament héritier universel son neveu, Philibert Buffard dit de Laye. Philibert meurt dès 1542 et c’est son fils aîné, Louis, qui lui succède. Mais Louis est retrouvé mort en 1589 ; la seigneurie passe alors à Jean et Aymé de Chardonnay, les enfants de sa sœur Claudine qui avait épousé Humbert de Chardonnay ; il semble que les Chardonnay aient contesté dès 1570 la succession de Philibert de Laye.
Le lignage des Chardonnay s’établit au XVIe s. non loin de Gournand, à Salornay-sur-Guye : Humbert de Chardonnay y achète aux religieux de Cluny des rentes et services attachés en 1567. Les Chardonay portent alors le titre de seigneurs de Salornay et de Saint-Lager et quittent le village dont ils portent le nom.
La terre et seigneurie, saisie sur Antoine de Chardonnay, est adjugée en deux fois, en 1694 et 1695, à Gaspard Jourdan, trésorier de France à Aix, procureur général et conseiller honoraire à la cour des Monnaies de Lyon.
Héritière de la seigneurie, Marie-Anne Berthelon de Brosses, petite-fille de Gaspard Jourdan, la transmit à sa fille et unique héritière, Suzanne-Christine (1770-1825), qui épousa à Lyon, en 1790, Charles-Aimé-Ovide Denis de Cuzieu, écuyer, fils du seigneur de Cuzieu et d’Unias.
La famille Denis de Cuzieu s’établit désormais à Saint-Lager, dont Charles-Aimé fut maire. Son fils Charles-Robert (1791-1834) épousa Louise-Virginie Fougère (an IV-1884). Ils ne laissèrent qu’une fille, Aimée-Eugénie de Cuzieu, née en 1828, qui resta célibataire et mourut en 1886, en laissant à la ville de Lyon la plus grande partie de sa fortune. Son legs permit notamment la fondation de La Martinière des filles à Lyon.
La succession d’Aimée-Eugénie fut complexe. Le château de Saint-Lager fut adjugé, en 1893, à Suzanne-Clémentine Denis de Saint-Thomas (1823-1898), veuve de Jean-Baptiste Andrieu de Vaulx, et à Ludovic Denis de Saint-Thomas. Leur héritière, Jeanne-Aimée Gouttenoire, vendit en 1940 à la société anonyme Pasquier-Desvignes « des bâtiments en mauvais état avec tourelles, ayant composé autrefois la maison d’habitation du château de Saint-Lager ».
Au cours de la Révolution française, la commune a porté provisoirement le nom de Mont-Brouilly.

## Politique et administration

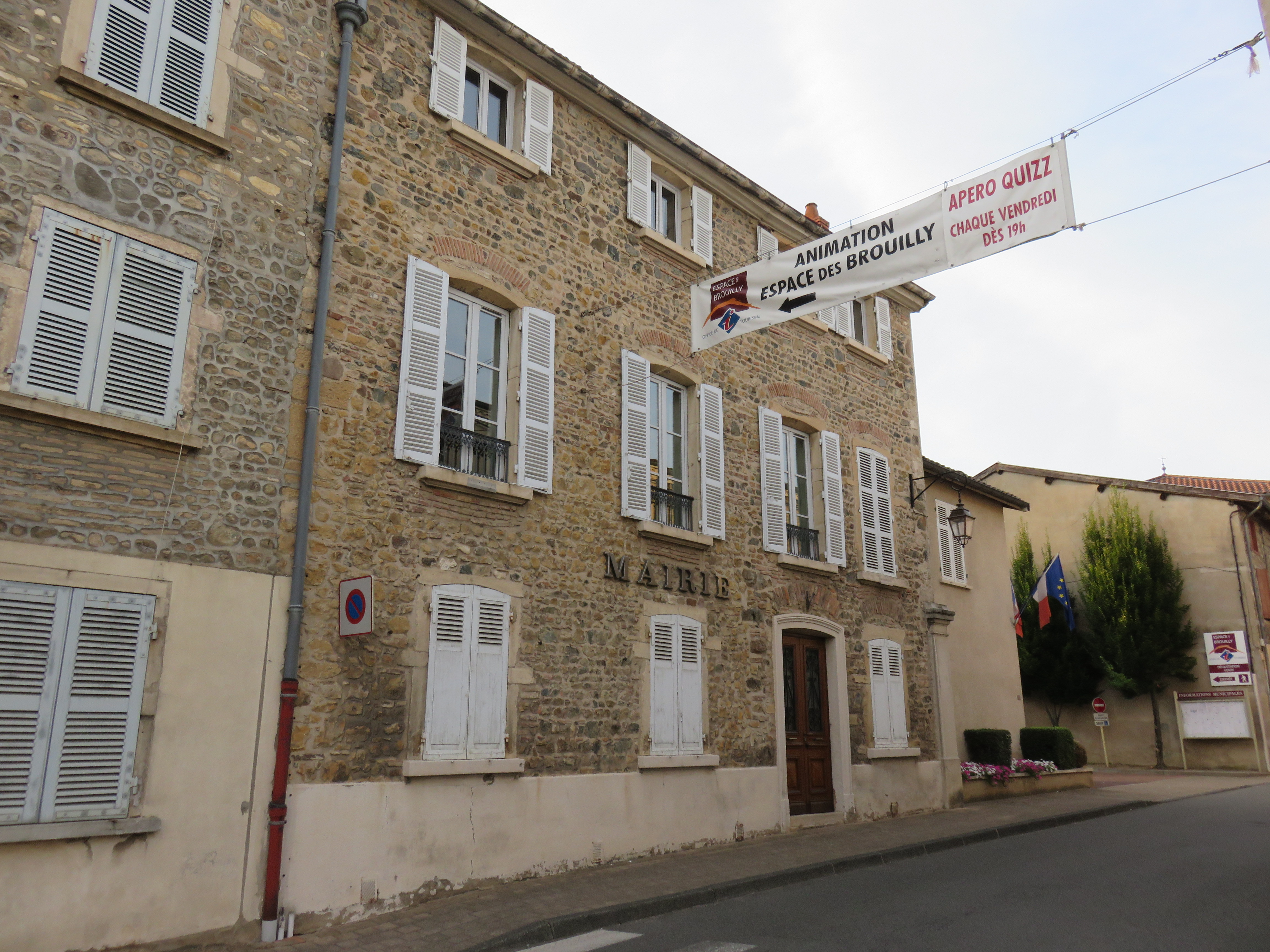
Mairie.

### Les maires
| Période                                  | Période  | Identité             | Étiquette | Qualité |
| ---------------------------------------- | -------- | -------------------- | --------- | ------- |
| 2001                                     | 2014     | Isabel Buchsenschutz | UDI       |         |
| 2014                                     | En cours | René Basset          |           |         |
| Les données manquantes sont à compléter. |          |                      |           |         |

## Démographie

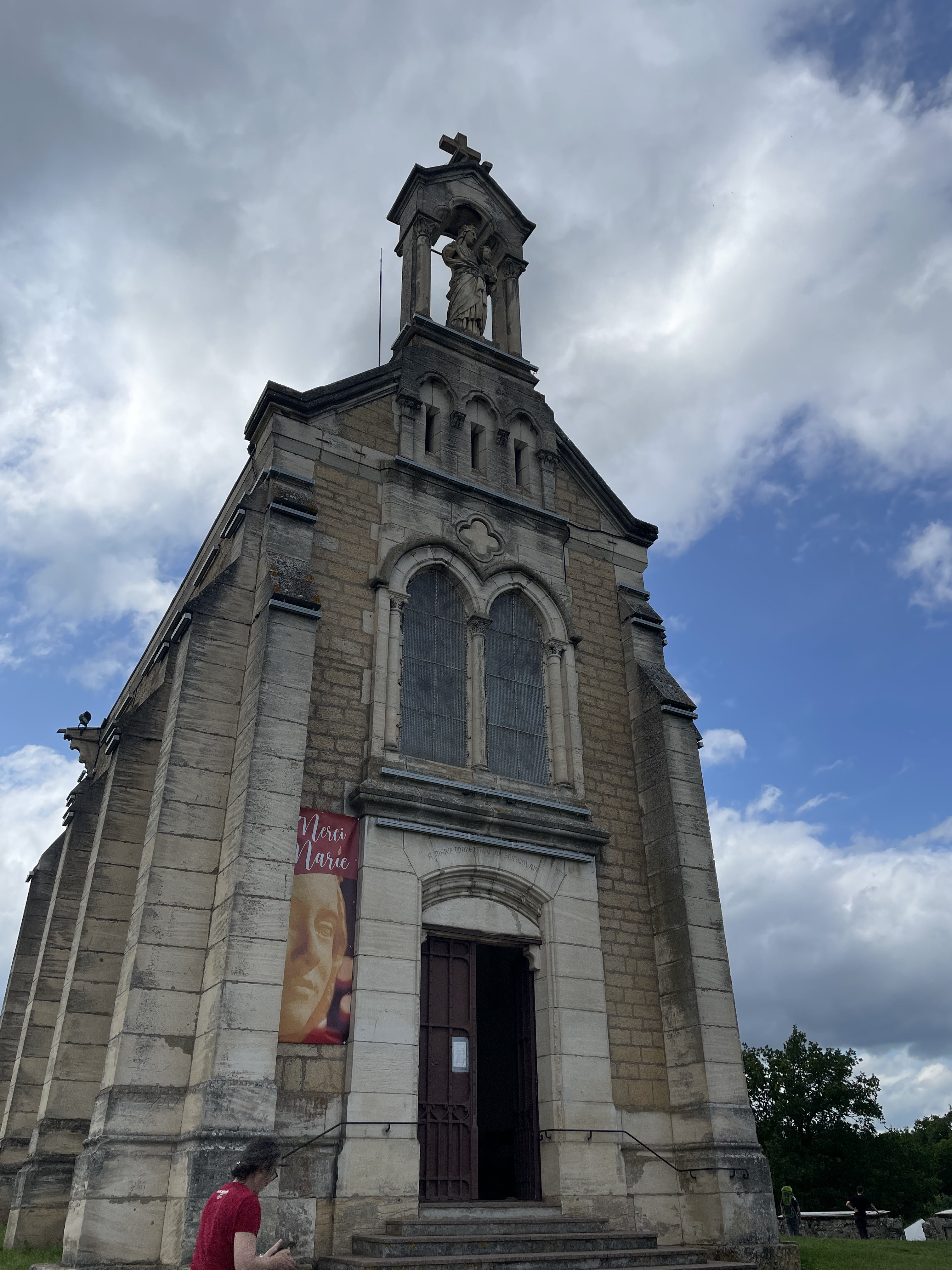
Façade de la Chapelle Notre-Dame-des-Raisins

L'évolution du nombre d'habitants est connue à travers les recensements de la population effectués dans la commune depuis 1793. Pour les communes de moins de 10 000 habitants, une enquête de recensement portant sur toute la population est réalisée tous les cinq ans, les populations de référence des années intermédiaires étant quant à elles estimées par interpolation ou extrapolation. Pour la commune, le premier recensement exhaustif entrant dans le cadre du nouveau dispositif a été réalisé en 2005.

En 2022, la commune comptait 1 051 habitants, en évolution de +2,04 % par rapport à 2016 (Rhône : +3,93 %, France hors Mayotte : +2,11 %).
| 1793  | 1800  | 1806  | 1821  | 1831  | 1836  | 1841  | 1846  | 1851  |
| ----- | ----- | ----- | ----- | ----- | ----- | ----- | ----- | ----- |
| 1 068 | 1 068 | 1 152 | 1 101 | 1 180 | 1 143 | 1 117 | 1 155 | 1 203 |

| 1856  | 1861  | 1866  | 1872  | 1876  | 1881 | 1886  | 1891  | 1896  |
| ----- | ----- | ----- | ----- | ----- | ---- | ----- | ----- | ----- |
| 1 161 | 1 151 | 1 138 | 1 112 | 1 093 | 991  | 1 008 | 1 000 | 1 054 |

| 1901  | 1906  | 1911  | 1921 | 1926 | 1931 | 1936 | 1946 | 1954 |
| ----- | ----- | ----- | ---- | ---- | ---- | ---- | ---- | ---- |
| 1 155 | 1 183 | 1 112 | 898  | 836  | 804  | 834  | 827  | 832  |

| 1962 | 1968 | 1975 | 1982 | 1990 | 1999 | 2005 | 2006 | 2010 |
| ---- | ---- | ---- | ---- | ---- | ---- | ---- | ---- | ---- |
| 923  | 841  | 839  | 881  | 805  | 874  | 931  | 931  | 930  |

| 2015  | 2020  | 2022  | - | - | - | - | - | - |
| ----- | ----- | ----- | - | - | - | - | - | - |
| 1 021 | 1 042 | 1 051 | - | - | - | - | - | - |

## Lieux et monuments
- Église Saint-Léger
- Chapelle Notre-Dame-des-Raisins (Mont Brouilly)

## Personnalités liées à la commune
- Fernand Rivers (1879 à Saint Lager - 1960), acteur, réalisateur et producteur.

## Voir aussi

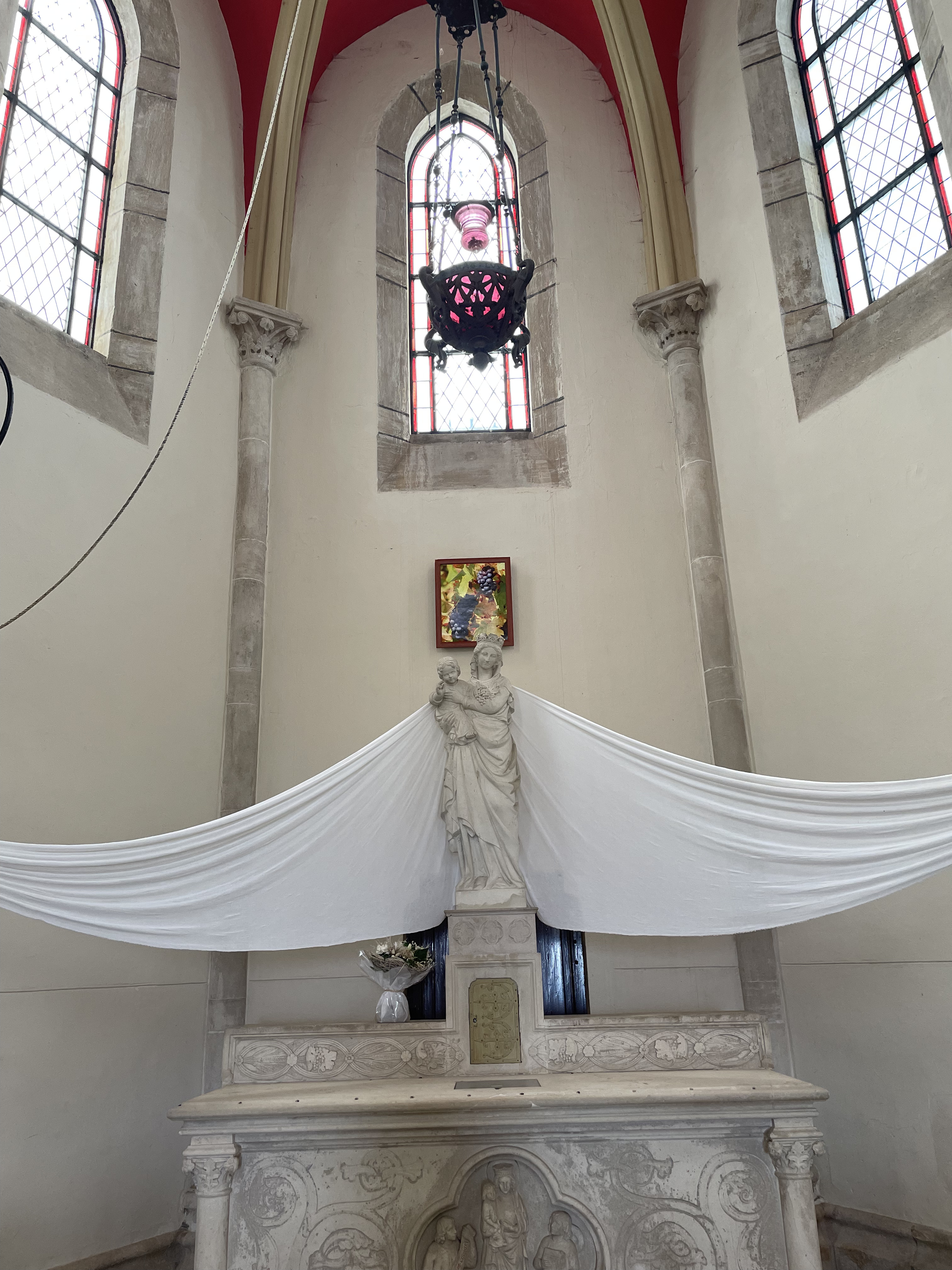
Intérieur de La Chapelle Notre-Dame-des-Raisins, Autel à la Vierge